# Torrent (hydrologie)

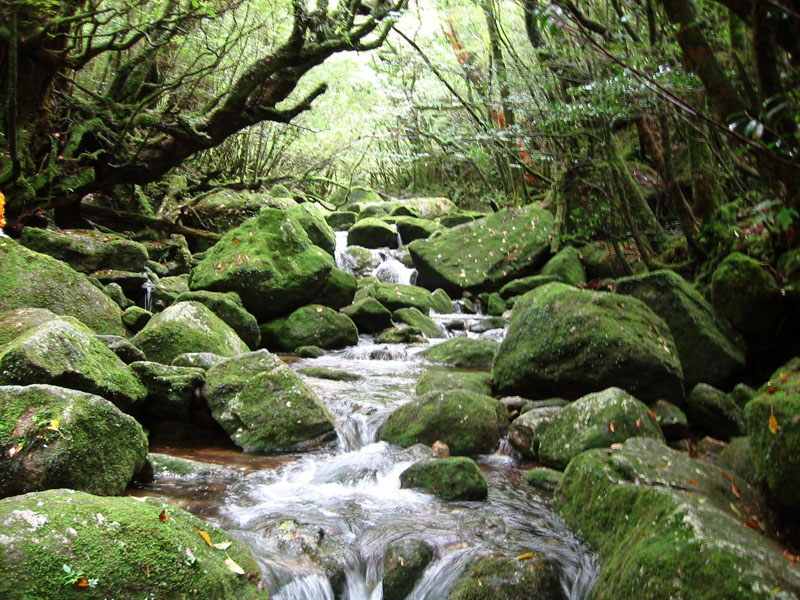
Un torrent sur Yakushima.

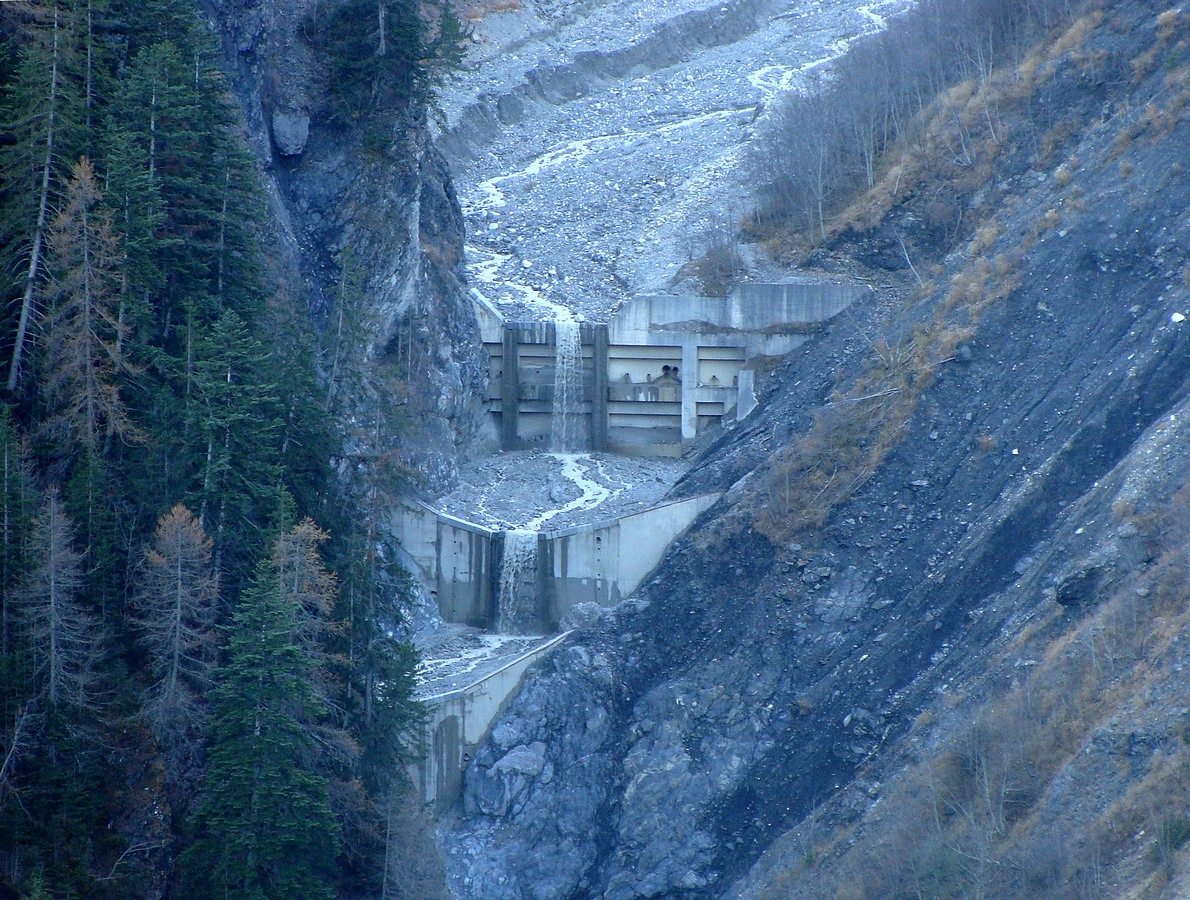
Barrages de correction torrentielle sur le torrent de Bragousse : ils retiennent les matériaux (phénomène d'atterrissement des barrages), stabilisent les pieds de berges et le lit du torrent, ce qui permet une fixation durable de la végétation de berge contribuant à la restauration des terrains en montagne.

Pour les articles homonymes, voir Torrent.
Un torrent  est un cours d'eau élémentaire de montagne au débit irrégulier. Il peut être de taille très variable.

## Description

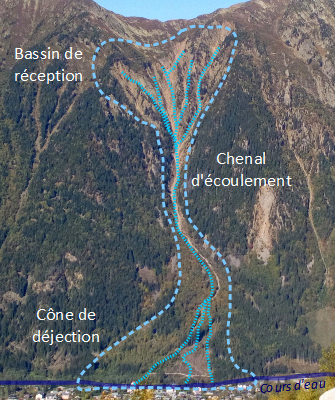
Schématisation du système torrentiel.

Un torrent est un cours d’eau de montagne caractérisé par une forte pente et un écoulement parfois intermittent, souvent tumultueux. Le torrent se divise en trois secteurs aux comportements morphodynamiques distincts : une zone dominée par l’érosion (le bassin de réception), une zone dominée par le transit sédimentaire (le chenal d’écoulement) et une zone de ralentissement dynamique propice à l’accumulation (le cône de déjection).
La taille réduite des torrents à l’échelle des systèmes fluviaux, attribue au bassin de réception torrentiel une influence déterminante sur la morphologie des lits et des cônes de déjection et confère aux torrents une grande sensibilité aux modifications spontanées  ou anthropiques de leur environnement.
En montagne, de nombreux torrents peuvent posséder une partie de leur parcours, s'ils passent par un éperon rocheux abrupt ou une falaise, qui se transforme en cascade.
Ils se terminent généralement en aboutissant dans un autre torrent, rivière ou fleuve plus important, mais peuvent aussi se jeter dans des lacs ou dans la mer.
La flore vivant dans le chenal d'écoulement est dite torrenticole. Dans les zones glaciaires, des torrents découlent directement de la fonte des glaces, ce sont les torrents émissaires des glaciers. Certains d'entre eux n'existent qu'au printemps et en été lors de la fonte du glacier qui les alimente. Ce sont les saisons où leur débit est maximal.
Certains petits torrents peuvent avoir un faible débit par temps clément, mais grossir énormément en cas de fortes pluies prolongées, jusqu'à devenir dangereux, pouvant déborder de leur lit, en occasionnant des dégâts matériels voire humains.
Le son d'un torrent se rapproche de celui d'un bruit rose produit par les fréquences aléatoires s'additionnant du choc des masses d'eau plus ou moins importantes sur les rochers.

## Crue torrentielle
Les hydrauliciens distinguent deux types de crues torrentielles selon la forme d'écoulement torrentiel avec transport solide. Dans le cas du charriage torrentiel qui se déroule sur les pentes intermédiaires, les particules roulent et glissent sur le lit sous les effets combinés de la poussée de l'eau et de la gravité. Dans le cas d’une lave torrentielle, processus qui est rencontré sur les pentes raides, usuellement supérieures 6 %, les phases solides et liquides sont mêlées et vont à la même vitesse (de l'ordre de quelques m/s), l'écoulement prenant la forme d'une lave très visqueuse qui peut transporter des blocs de plusieurs tonnes.